# جاك باك
جاك باك (بالإنجليزية: Jack Buck)‏ هو معلق رياضي أمريكي، ولد في 21 أغسطس 1924 في هوليوك في الولايات المتحدة، وتوفي في 18 يونيو 2002 في سانت لويس في الولايات المتحدة بسبب سرطان الرئة ومرض باركنسون.

## وصلات خارجية
- جاك باك على موقع ميوزك برينز (الإنجليزية)
- جاك باك على موقع إن إن دي بي (الإنجليزية)
- جاك باك على موقع ديسكوغز (الإنجليزية)